# 巴尔塞纳德坎波斯
巴尔塞纳德坎波斯，是西班牙卡斯蒂利亚-莱昂帕伦西亚省的一个市镇。 总面积15平方公里，总人口62人（2001年），人口密度4人/平方公里。